# NVIDIA A16
NVIDIA A16是Nvidia于2021年4月发布的一款基于安培微架构的图形处理器，面向于虚拟远程桌面环境。

## 参数
NVIDIA A16搭配有第二代的RT Core、第三代的Tensor Core，无风扇式被动散热，采用PCIe 4.0的I/O介面，拥有4个GPU显存。

## 功能
NVIDIA A16支持虚拟电脑软件，如虚拟个人电脑、虚拟工作站、虚拟伺服器。

## 应用
NVIDIA A16主要针对远程虚拟办公场景，如远程办公、在线视频、视频会议、多屏显示、字图形运算、AI虚拟桌面等。